# Иоанн (Мансур)
Митрополит Иоанн Мансур (араб. المتروبوليت يوحنّا منصور‎; 1927, селение Мзаираа, Сирия — 3 апреля 2018) — епископ Антиохийской православной церкви, митрополит Латакийский (Лаодикийский), ипертим и экзарх всей Феодориады.

## Биография
28 августа 1959 года в Монастыре святого Георгия в Эль-Харфе митрополитом Библским и Бострийским Ливан Илиёй (Карамом) был пострижен в монашество. 19 мая 1962 года митрополитом Триполийским Илиёй (Курбаном) был рукоположен в сан диакона и в том же году рукоположен во пресвитера и назначен настоятелем Богородицкого монастыря в Бкефтине под Триполи.
в 1964 году закончил Баламандскую богословскую школу со степенью бакалавра богословия.
В 1966 году Патриарх Феодосий VI назначил его патриаршим представителем в Латакийской епархии, освободившейся после смерти епископа Гавриила Дамиана, и оставался там до 1973 года.
В 1973 году Патриарх Илия IV назначил его настоятелем патриаршего Баламандского монастыря.
21 ноября 1979 года Священный Синод Антиохийской православной церкви избрал его митрополитом Латтакийским, сменив на этой кафедре митрополита Игнатия (Хазима), который был избран на патриарший престол. 25 ноября того же года в Соборе Святой Девы Марии в Дамаске состояла его архиерейская хиротония, которую совершили: патриарх Игнатий IV, архиепископ Библский и Бострийский Георгий (Ходр), митрополит Триполийский Илия (Курбан), митрополит Хомсский Алексий (Абдель-Карим) и митрополит Алеппский Илия (Юсеф). 30 ноября того же года в Георгиевском соборе в Латтакии состоялась его торжественная интронизация.
Умер утром 3 апреля 2018 года.
Отпевание состоялось 5 апреля 2018 года в соборе святого Георгия в Латакии. Заупокойное богослужение возглавил патриарх Антиохийский и всего Востока Иоанн X. Затем тело было перенесено в Баламандский монастырь, где состоялось последнее прощание и погребение.